# 1833 Shmakova
Az 1833 Shmakova (ideiglenes jelöléssel 1969 PN) a Naprendszer kisbolygóövében található aszteroida. Ljudmila Csernih fedezte fel 1969. augusztus 11-én.